# Paolo D'Ancora
Paolo D'Ancora, Conte (Napoli, 19 gennaio 1870 – Roma, 24 maggio 1944) è stato un prefetto e politico italiano.
Nell'amministrazione dell'interno dal 1891, è stato prefetto di Chieti, Ancona, Piacenza, Verona, Palermo e Roma. Nella capitale ha ricoperto anche la carica di vice-governatore.